# John Cale
John Cale (születési nevén John Davies Cale; Wales, 1942. március 9. –) walesi rock-multi-instrumentalista és zeneszerző. 

## Pályafutása
1965–1968 között tagja volt a The Velvet Undergroundnak, és 1970 óta publikálja saját szólóalbumait. Producerként közreműködött többek között Nico, Patti Smith, a The Stooges, a The Modern Lovers, a Manic Street Preachers, a Squeeze, a Happy Mondays, az LCD Soundsystem, a Siouxsie and the Banshees és mások albumainak elkészítésében.

## Diszkográfia
Stúdióalbumok szólóban
- Vintage Violence (1970)
- Church of Anthrax (1971) – Terry Riley-val[7]
- The Academy in Peril (1972)
- Paris 1919 (1973)
- Fear (1974)
- Slow Dazzle (1975)
- Helen of Troy (1975)
- Honi Soit (1981)
- Music for a New Society (1982)
- Caribbean Sunset (1983)
- Artificial Intelligence (1985)
- Words for the Dying (1989)
- Songs for Drella (1990) – Lou Reeddel[8]
- Wrong Way Up (1990) – Brian Enóval[9]
- Last Day on Earth (1994) – Bob Neuwirthszel[10]
- Walking on Locusts (1996)
- HoboSapiens (2003)
- blackAcetate (2005)
- Shifty Adventures in Nookie Wood (2012)
- M:FANS (2016)
- Mercy (2023)